# 滑片泵
滑片泵是一种流体输送机械，主要通过体积变换提供动力，因此是体积泵的一种，常用于抽底，管线处理等小流量、高要求作业。在流体输送的过程中，往往会遇到末端需要处理高粘度或者含有较多杂质的情况，对泵体的损伤较明显，如用传统的大流量工艺泵，如离心泵、螺杆泵不能有效作业，因而流量小耐力好的滑片泵则能克服上述困难。